# Иван Войводов
Иван Стоянов Войводов е български учител, адвокат, обществен и читалищен деец и благодетел.

## Биография
Роден е на 22 септември 1851 г. в Пазарджик. Завършва в Главното класно училище в родния си град при учителя Йордан Ненов. На 15-годишна възраст заминава за Пловдив и работи като помощник в аптеката на д-р Рашко Петров. През 1869 г. се премества в Брацигово и работи като фелдшер. През есента на 1872 г. заминава за Табор, Чехия, и се записва в пети клас на Реалната гимназия. Успешно полага изпитите си и през третата година се записва в Новосветската гимназия в Прага, където държи матура. През 1875 г. се завръща в Пазарджик и става учител в местното класно училище. Активен деятел е на читалище „Виделина“. Член е на Революционния комитет, основан в Пазарджик от Георги Бенковски през 1876 г., и по негово решение изработва скица на турската част на града и на главната улица. Този план и скицата са записани в Протокола на общия план за избухване на Априлското въстание, приет от Оборищенската комисия. След като е потушено въстанието е арестуван и няколко месеца подложен на изтезания в затворите в Пловдив и Одрин. На 17 август 1876 г. е освободен и се завръща в Пазарджик. През март 1878 г. е избран за секретар на Окръжния управителен съвет и народен представител в Учредителното събрание в Търново. През 1879 г. е правителствен член на Пазарджишкото департаментално съдилище. Представител е на Пазарджик в Централния комитет на комитетите „Единство". Участва в подготовката на гимнастическите дружества и Съединението на Източна Румелия с Княжество България през 1885 г. Народен представител в IV обикновено народно събрание. От 1892 до 1912 г. работи като адвокат. Активно работи в ръководството на читалище „Виделина“ като негов председател. Заедно с Яков Матакиев прави превод от чешки език на „Интрига и любов“ от Фридрих Шилер. От 1894 до 1896 г. е градски съветник. В периода 1900 – 1904 г. подкрепя създаването на театър в града и активно участва в ръководството на строежа на новата читалищна сграда. Той е първият председател на Пазарджишкото околийско земеделческо дружество, основано през декември 1899 г., и представител на Пазарджик на Учредителния конгрес на БЗНС в Плевен през 1899 г. През 1908 г. е председател на Пловдивския окръжен съвет. През 1924 г. по негова идея се създава археологическо дружество „Бесапара" в Пазарджик. Той е първият му председател. Дарява 741 тома книги на руски, чешки, френски език от личната си библиотека, както и нумизматичната си колекция от 316 монети на музейната сбирка при читалище „Виделина“. В продължение на 28 години градският музей в Пазарджик носи неговото име. Умира на 16 март 1930 г. в Пазарджик.